# ريتشارد لوروا وليامز
ريتشارد لوروا وليامز (بالإنجليزية: Richard Leroy Williams) هو قاضي ومحامي أمريكي، ولد في 6 أبريل 1923 في Morrisville, Virginia ‏ في الولايات المتحدة، وتوفي في 19 فبراير 2011 في ريتشموند في الولايات المتحدة.